# Resolució 948 del Consell de Seguretat de les Nacions Unides
La Resolució 948 del Consell de Seguretat de les Nacions Unides fou adoptada el 15 d'octubre de 1994. Després de recordar resolucions 841 (1993), 861 (1993), 862 (1993), 867 (1993), 873 (1993), 875 (1993), 905 (1994), 917 (1994), 933 (1994), 940 (1994) i 944 (1994) el Consell va donar la benvinguda a la tornada del legítim President d'Haití, Jean-Bertrand Aristide, i va aixecar les sancions imposades al país.
El Consell va acollir amb beneplàcit el procés d'aplicació de l'Acord de Governors Island, el Pacte de Nova York i els objectius de les Nacions Unides amb la convocatòria del Parlament Nacional d'Haití, expressant el ple suport a totes les institucions i dirigents democràtics del país i tot els estats i organitzacions que havien contribuït a aquest resultat. També es van reconèixer els esforços de la força multinacional establerta en la Resolució 940.
La Missió de les Nacions Unides a Haití (UNMIH) reemplaçaria la força multinacional quan s'hagi establert un entorn estable, donant suport als esforços del Secretari General Boutros Boutros-Ghali per completar la composició de la UNMIH. Es va acollir amb satisfacció un nou nomenament del representant especial del secretari general, demanant la cooperació entre els secretaris generals de les Nacions Unides i l'Organització d'Estats Americans, especialment pel que fa al retorn de la Missió Civil Internacional a Haití.
La resolució 948 va ser aprovada per 14 vots contra cap en contra, mentre que Brasil es va abstenir en la votació.